# Eugène Vast
Eugène Antoine Vast (* 4. Juli 1833 in Fontaine-la-Soret (heute: Nassandres sur Risle); † 21. Februar 1911 in Paris) war ein französischer Organist und Komponist.
Vast war seit dem neunten Lebensjahr an der Maîtrise von Notre Dame de Paris Klavierschüler von Alexandre-Pierre-François Boëly und Orgelschüler von Félix Danjou. Er besuchte dann am Conservatoire de Paris die Orgelklasse von François Benoist und gewann 1854 mit der Kantate Francesca da Rimini den Zweiten Second Grand Prix de Rome.
Auf Vermittlung seines Lehrers Boëly hatte er seit 1840 die Möglichkeit die Clicquot-Dallery-Orgel der Pfarrkirche Saint-Germain-l’Auxerrois zu spielen. 1851 folgte er Boëly als Organist an dieser Orgel nach; er hatte die Stelle fast 60 Jahre bis zum Jahr 1909 inne.
Von Vasts Kompositionen hat vor allem ein Andante religioso für Harfe, Violine und Violoncello überdauert, das gern zu Hochzeitsfeiern gespielt wird.